# Un marito per Cinzia
Un marito per Cinzia (Houseboat) è un film statunitense del 1958 diretto da Melville Shavelson.
Ricevette diverse candidature, sia all'edizione degli Oscar che dei Golden Globe dell'anno seguente.

## Trama
Tom Winters, un avvocato, resta vedovo con tre figli piccoli, David, Elizabeth e Robert, e, dopo averli affidati per qualche tempo alla zia materna, li prende a vivere con sé.
Il film inizia mentre torna a casa dall'Europa dopo la morte della moglie. I bambini vogliono restare in campagna con la zia Carolina, ma Tom li porta a Washington, dove lavora al Dipartimento di Stato.
I bambini sono risentiti verso il padre, che cerca di dedicare loro più tempo possibile facendoli girare per i siti storici di Washington. Una sera egli li porta a un concerto di musica classica all'aperto, che chiaramente li annoia molto. Qui si trova anche Cinzia, figlia del famoso direttore d'orchestra Arturo Zaccardi, che guarda l'orchestra dall'ala laterale. Cinzia litiga con suo padre nel backstage e poi scappa da una finestra in direzione del vicino lago. Qui prende una barca a remi dove c'è anche il piccolo Roberto Winters, scappato anche lui. Vanno entrambi a un luna park situato sulla riva opposta del lago. Dopo aver passato un po’ di tempo con lui, Cinzia riporta Roberto a casa: Tom la scambia per una donna bisognosa, visto anche il vestito tutto sgualcito, e le offre un lavoro come domestica. Spinta dal suo amore per i bambini, lei accetta.
Carolina offre a Tom e ai bambini il suo vecchio chalet, che deve essere spostato in una nuova posizione e mentre questo viene rimorchiato lungo la strada, si blocca sui binari e viene investito dal treno. L'autista del carro attrezzi, Angelo Donatello, si sente in colpa e presta a Tom la sua casa galleggiante, vecchia e malandata.
Per una serie di circostanze, tutti insieme si trasferiscono sulla casa galleggiante; inizia così una serie di divertenti situazioni di un ménage familiare in cui Cinzia non è abituata a muoversi. Tom scopre che Cinzia non è capace di cucinare, di fare il bucato e nemmeno di fare il caffè. Tom trascorre le sue serate con Carolina, che ha lasciato il marito ed è segretamente innamorata di lui. Il 4 Luglio, Giorno dell'Indipendenza d'America, Carolina cerca di mettere in imbarazzo Cinzia consigliando a Tom, che per l'occasione ha comprato un regalo per i figli e per Cinzia, di acquistare un abito da sera eccessivamente sgargiante. Cinzia tuttavia lo trasforma in un elegante abito da sera: quella sera la donna in quell’abito è così bella, elegante e mai volgare, che addirittura Angelo, donnaiolo rinomato, annulla l'appuntamento con lei per paura di innamorarsi.
La sera stessa Carolina arriva in barca con il capitano Alan Wilson e sua moglie. Alan, che è un po' ubriaco, scherza con Cinzia e le dà una pacca sul sedere mentre serve da bere. Tom chiede allora ad Alan di lasciare la barca, ma Carolina ne prende le parti, al che Tom chiede a tutti e tre gli ospiti di andarsene. Tom invita quindi Cinzia al ballo al Country club; una volta lì, si riconcilia con Carolina: i due decidono di sposarsi ma, mentre balla con Cinzia, Tom finalmente si rende conto di essere innamorato di lei che, venuta a conoscenza della proposta, si arrabbia e scappa. Poco dopo, il piccolo Davide trova il padre e Cinzia che si baciano appassionatamente su una barca a remi.

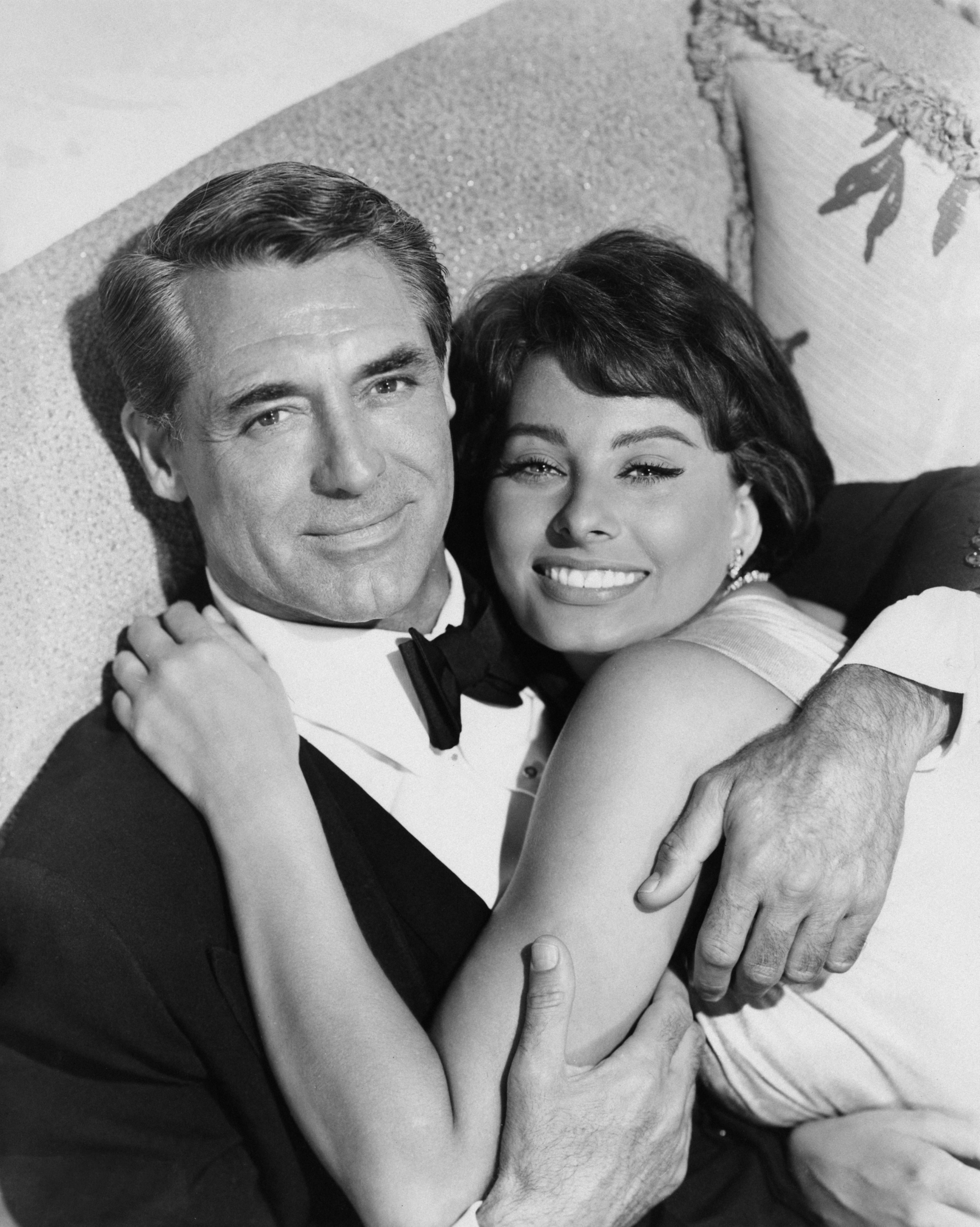
Locandina di promozione del film, raffigurante i due protagonisti del film: Cary Grant e Sophia Loren, quando ancora si frequentavano

I bambini non vogliono che il padre sposi Cinzia. Scoraggiata, Cinzia torna da suo padre, il maestro Zaccardi, ma Tom la segue e lei accetta alla fine la proposta di matrimonio di Tom. Il matrimonio si svolge sulla casa galleggiante, con Carolina come damigella d'onore; anche i bambini, se inizialmente riluttanti a partecipare alle nozze, alla fine si uniscono anche loro a Tom e Cinzia all'altare.

## Produzione

### Sviluppo
La sceneggiatura del film venne scritta proprio dalla moglie di Cary Grant, la regista Betsy Drake, inizialmente intenzionata a recitare accanto al marito nel ruolo principale di Cinzia. Tuttavia, dopo aver scoperto che il marito aveva iniziato una relazione extraconiugale con Sophia Loren durante le riprese di Orgoglio e passione (1957), la donna non volle avere più nulla a che fare con Grant, così fece in modo che proprio la Loren si accaparrasse la parte.
Tuttavia, la relazione Grant-Loren si concluse con amarezza ancora prima che le riprese di Orgoglio e passione finissero, così poi, durante lo svolgimento di Un marito per Cinzia, ci furono diversi problemi sul set.
Inoltre Cary Grant sperava di riprendere la loro relazione, ma venne subito declinato da Sophia Loren, che aveva già intenzione di sposare Carlo Ponti.

### Riprese
Le riprese del film vennero svolte in diverse location: tra le altre, Fort Washington, Washington, Glen Echo Park (per la scena del luna park) situato sul fiume Potomac, ed il Lincoln Memorial nella stessa zona.

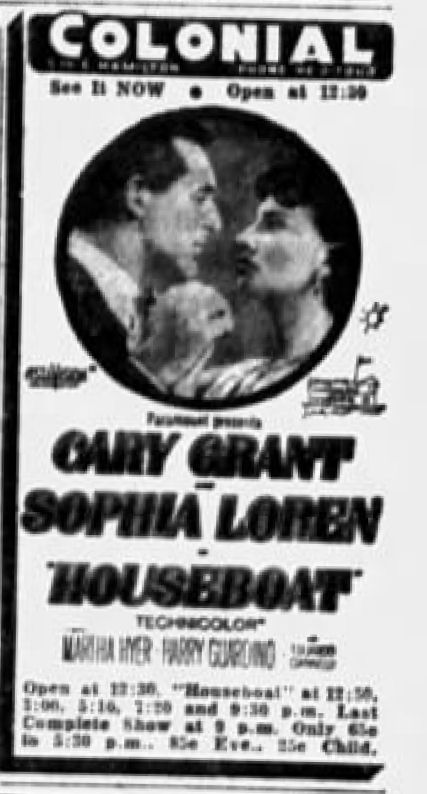
Annuncio pubblicitario del film con Grant e Loren

## Distribuzione
Il film venne proiettato per la prima volta nelle sale cinematografiche statunitensi a partire dal 19 novembre 1958.

## Accoglienza

### Incassi
Il film rappresentò davvero un successo al botteghino per l'epoca, tanto da divenire uno dei più alti dell'anno: infatti, complessivamente, arrivò in tutto il mondo ad un guadagno totale di 7 milioni di dollari.

### Critica
Sul sito web Rotten Tomatoes, molti decenni più tardi, il film riceve il 64% delle recensioni professionali positive, con un voto medio di 5.84/10, basato su 11 recensioni.

## Curiosità
La commedia romantica tedesca La casa sul lago (Ein Hausboot zum Verlieben) si ispira a questo film.

## Riconoscimenti
- 1959 - Premio Oscar[8]
  - Candidatura per la miglior sceneggiatura originale a Betsy Drake
  - Candidatura per la miglior canzone a Almost in Your Arms (a Jay Livingston e Ray Evans)
- 1959 - Golden Globe[9]
  - Candidatura per il miglior attore non protagonista a Harry Guardino
- 1959 - Laurel Awards
  - Miglior film a Melville Shavelson
  - Miglior star maschile a Cary Grant